# Happiness Is a Warm Blanket, Charlie Brown
Felicidade é Um Cobertor Quente, Charlie Brown (Happiness Is a Warm Blanket, Charlie Brown, titulo original) é o 45º especial baseado na famosa história em quadrinhos de Peanuts, lançado em DVD no dia 29 de março de 2007 . Este foi o primeiro especial que foi produzido sem Bill Melendez (que morreu três anos antes) na equipe de produção.  É também o primeiro especial completo sem o envolvimento direto do criador de Peanuts, Charles M. Schulz, Lee Mendelson Productions ou Bill Melendez Productions . Além disso, é o primeiro especial de Peanuts a ser produzido em parte pela Warner Animation Pictures, que detém os direitos de distribuição de mídia para os outros especiais de Peanuts. 
O especial foi lançado primeiro em DVD no dia 29 de março de 2007, e depois foi exibido pela televisão em 1º de outubro de 2007, pelo canal Cartoon Network no Canadá. Em seguida estreou nos Estados Unidos no Dia de Ação de Graças, no dia 24 de novembro de 2007, às 20:30 na Fox, este é o primeiro especial de Peanuts a ser exibido na rede; com essa exibição, os outros especiais também foram exibidos nas quatro principais redes. Coincidentemente, a primeira metade da transmissão original da Fox em 2007 competiu diretamente com o episódio "A Viagem do Mayflower" da série Isto é América, Charlie Brown, que foi exibido ao mesmo tempo na ABC.   O especial foi ao ar novamente no dia 23 de novembro de 2012 (um dia após o Dia de Ação de Graças, com o objetivo de não competir com o outro especial de Peanuts) e depois reprisou no dia 17 de dezembro de 2013. 
Este especial é notável pelo fato dos personagens e a animação serem desenhados no estilo dos anos 1950 e início dos anos 1960, e por usar apenas personagens desse período (Violet, Shermy e Patty ), exceto pela inclusão de um personagem posterior., Woodstock e personagens da era intermediária como Frieda, Faron, 5, 4 e 3, que aparecem como extras; prestando uma homenagem à primeira faixa de Peanuts, de 2 de outubro de 1950. 
O título lembra uma frase que foi usada nos quadrinhos nos anos 60, "Felicidade é um cachorrinho quente", que se tornou uma referência cultural. 
É o único especial a ser produzido nos anos 2010, até o momento, o único em alta definição. 

## Produção
O filme foi anunciado na transmissão da NBC do 84º desfile anual do Dia de Ação de Graças da Macy's, quando um balão de Snoopy (fantasiado de ás voador) passou. A apresentadora Meredith Vieira, fez o anuncio dizendo "Os fãs do Snoopy ficarão felizes em saber que no próximo ano, uma nova animação do Peanuts estará no seu caminho". 
O último especial de Peanuts foi lançado em 2006. Craig Schulz, filho do criador dos personagens, disse que a intenção era usar o estilo de animação dos anos 1960. A WildBrain Entertainment contratou a Yearim Productions na Coréia para fazer realizar o trabalho. Craig também disse que a maior parte do roteiro usava tiras que já foram publicadas, complementadas pelo trabalho do criador de Pearls Before Swine, Stephan Pastis . Stephanteve a ideia de focar em Linus e na sua relação com o cobertor. 
As vozes de Snoopy e Woodstock foram fornecidas pelo diretor Andrew Beall, no entanto, em algumas produções dos especiais anteriores, algumas gravações de Bill Melendez foram reutilizadas. 
O filme apresentou a trilha sonora do vocalista do Devo, Mark Mothersbaugh .
Algumas cenas vieram deste especiais e séries como: It's an Adventure, Charlie Brown, The Charlie Brown and Snoopy Show e A Charlie Brown Celebration . 

## Enredo
A história gira em torno do melhor amigo de Charlie Brown, Linus Van Pelt que embora seja criticado pelos seus amigos por andar o tempo todo com o coberto e por Snoopy sempre rouba-lo, ele não ligava porque se sentia seguro e feliz. Mais tarde, Lucy informa a Linus que sua avó vai chegar neste fim de semana, e se Linus não se livrar de seu cobertor, ele será feito em pedaços pela avó. Desesperado em perder a única coisa que mais ama, Charlie Brown tenta ajuda-lo a procurar um substituto para o coberto, mas não dá certo e as coisas ficam cada vez mais difíceis quando Lucy tenta se livrar do coberto ou escondendo-o, deixando seu irmão cada vez mais desesperado em recupera-lo.   